# KoMpisi
 (mars 2024).
KoMpisi est un village situé à proximité de la ville de Victoria Falls au Zimbabwe.